# カトリック鯛の浦教会
カトリック鯛の浦教会（カトリックたいのうらきょうかい）は、長崎県新上五島町（旧有川町）にある、キリスト教（カトリック）の聖堂。

## 概要[1]
上五島における布教の中心として明治14年（1881年）に設立。
現在資料館・図書館として利用されている旧聖堂は明治36年（1903年）に完成した木造瓦葺きの建物の正面に､戦後すぐレンガ造りの鐘楼腰が増設されたもので、鐘楼外壁には被爆した浦上天主堂のレンガも使われている。潮風のため破損著しく、昭和54(1979)年に信徒世帯当り80万円という巨額な拠出により現在の聖堂に建て替えられ、3月14日里脇大司教によって献堂された。